# 29er
 (février 2018).
Si vous disposez d'ouvrages ou d'articles de référence ou si vous connaissez des sites web de qualité traitant du thème abordé ici, merci de compléter l'article en donnant les références utiles à sa vérifiabilité et en les liant à la section « Notes et références ».
Pour l’article homonyme, voir 29er (vélo).
Le 29er est une classe de voilier créée en 1998 par Julian Bethwaite, un navigateur et architecte naval australien
Le 29er est un skiff, une embarcation de deux personnes. L’équipage de ce bateau est composé d’un skippeur et d’un équipier qui se chargent de tâches complémentaires. Le barreur s’occupe de la direction du bateau ainsi que de la tactique en régate, alors que l'équiper se charge de la gîte. Le poids idéal total d'un équipage de 29er  est de 120 kilogrammes sans que sa répartition ait de l'importance. Ce bateau est plus hydrodynamique que le 420 ou le laser et atteint ainsi une vitesse plus élevée.  La montée en adrénaline qu'elle provoque attire des jeunes navigateurs.

## Description

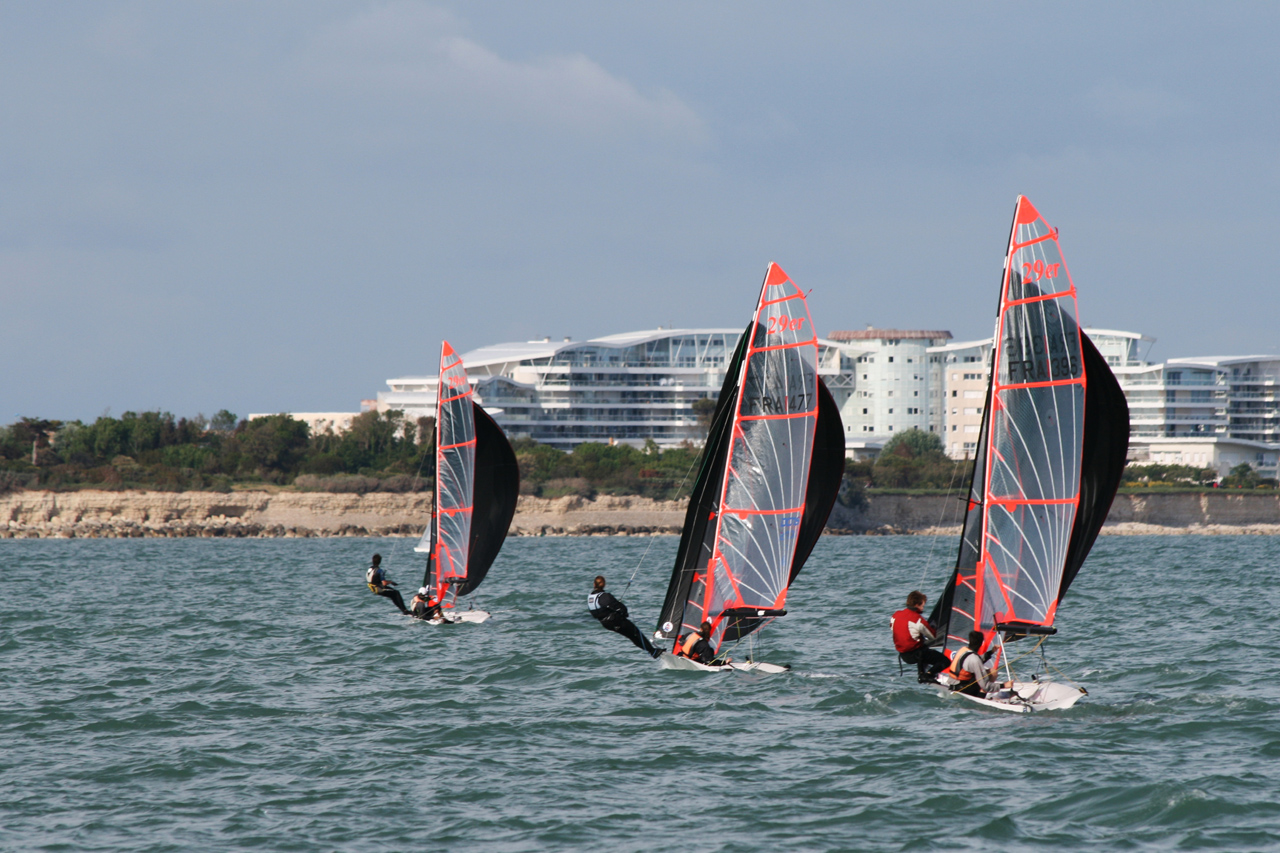
Régate à La Rochelle

Le 29er est un bateau à coque planante, faite avec du sandwich mousse pour une grande rigidité et un poids minimum, qui mesure 4,40 mètres de longueur et 1,70 mètre de largeur.
Ce bateau est équipé de trois voiles :
- Le foc, de forme triangulaire et de 3,40 m2,
- la grande voile de 7,75 m2, triangulaire et équipée de quatre lattes forcées qui donnent du creux à la voile,
- le spinnaker (ou spi), de 15,48 m2, asymétrique, rétractable, utilisée uniquement lorsque le bateau navigue au largue, rangée pendant la navigation au près  et sortie par l’équipier lors de l'abattée.

Ces voiles sont portées par le mât et la bôme. Le mât du 29er mesure 6,26 m de haut et est divisé en trois parties, deux en aluminium et une en carbone. Il est haubané en trois points de la coque.  La bôme, en aluminium, permet de modifier l’ouverture et l'angle de la grande voile. L’équipier assure la stabilité latérale du bateau (la gîte), il le fait grâce à un trapèze auquel il se suspend pour faire porter son poids vers l’extérieur du voilier.  Pour ce faire, deux trapèzes sont fixés de part et d’autre du mât.

## Système de régates
Le système de régates de la classe du 29er est régi par les règles publiées par la World Sailing, Fédération mondiale de voile. Ce règlement est mis à jour chaque année. Il utilise un système de score faible, c'est-à-dire que le bateau ayant le moins de points, gagne. Dans certaines régates, on a le droit d'éliminer le résultat le moins bon.
Avant de commencer la course, il y a une procédure où toutes les bateaux ont 5 minutes pour élaborer leur stratégie et chercher une place sur la ligne de départ. Le parcours le plus fréquent pour le 29er est le « Barlovento-sotavento » dans lequel les concurrents naviguent au près afin d'atteindre la bouée, (au vent) , puis au large jusqu'à deux bouées. L’équipage choisit laquelle des deux il prend, en fonctions des conditions du moment. Ce parcours se répétera autant que stipulé dans les instructions de régates.
Un bateau qui commet une infraction est sanctionné. Une réclamation envers un bateau peut être émise par un adversaire, par un juge arbitre pendant la régate ou bien par le comité de régates.
Quand une infraction est signalée par un juge ou un autre équipage de 29er, l’équipage envers lequel la réclamation est émise (autrement dit, l'auteur de l'infraction) doit exécuter entre un et deux tours sur lui-même de (360° ou 720°) en fonction des instructions données par les juges arbitres. Si le bateau visé n’effectue pas correctement sa pénalisation, l'équipage concerné doit comparaître devant le comité de régates. Le réclamant et le réclamé énoncent leur version des événements et  le comité prononce son verdict. Il peut soit, disqualifier l'équipage fautif, soit leur ajouter des points.
Il est interdit de coopérer entre équipages lors d'une régate individuelle. En cas de violation de cette règle, le comité peut interdire aux fautifs le droit à concourir pour une période donnée.